# Свинарка (притока Луги-Свинорийки)
Свинарка (також Свинорейка, Луга, пол. Swiniorejka, Swinorejka, Swinoryjka, Swinarejka także Ługą) — річка в Україні, в межах Володимирського району Волинської області. Ліва притока річки Луга-Свинорийка (басейн Західного Бугу).

## Опис
Довжина 19 км, площа басейну 156 км². Долина неширока, місцями заболочена. Річище слабозвивисте, частково каналізоване. Є ставки.

## Розташування
Бере початок біля східної околиці села Коритниці. Тече спершу на північний захід через село Привітне, де має назву Свинорийка, далі — на північ. Впадає до Луги-Свинорийки неподалік від південно-східної околиці смт Локачі.